# Pont du Piijoki
Le pont du Piijoki (en finnois : Piijoen ratasilta) est un pont dans la section de Kannelmäki à Helsinki en Finlande.

## Description
Le pont ferroviaire du Piijoki est un pont du chemin de fer de la ligne d'Huopalahti à Vantaankoski à Kannelmäki.
L'extrémité sud du pont se trouve immédiatement au nord de la gare de Kannelmäki, et l'extrémité nord du pont s'étend un peu du côté de Malminkartano.
Le pont construit sur ce qui était alors le chemin de fer urbain de Martinlaakso a été achevé en 1974.
Le pont traverse le fleuve Mätäjoki.
Le nom du pont provient d'un projet passé visant à changer le nom du fleuve de Mätäjoki en Piijoki.
Le fleuve Mätäjoki gardera son ancien nom, mais le pont a été nommé pont ferroviaire du Piijoki.

## Caractéristiques
La longueur totale du pont ferroviaire de Piijoki est de 552,8 mètres.
quand il a été achevé, c'était le plus long pont ferroviaire de Finlande.
C'est toujours le plus long pont ferroviaire à double voie de Finlande et, avec une superficie de 6 026 m2, c'est le plus grand de Finlande.
Le pont en béton armé est un pont à dalle continue et compte 31 travées de 17,5 mètres de long chacune.
Il a été conçu par Hannu Myllymäki et Pertti Paavolainen d'Insinööritoimisto Pontek Ky, et le pont a été contracté par Silta ja Satama Oy.
À l'extrémité sud du pont, le soutènement et quatre paires de piliers sont fondés sur le roc, les 26 paires de piliers restantes et le soutènement à l'extrémité nord sont soutenus par des pieux en béton armé.
Le pont se compose de huit sections de pont, dont l'une est à trois travées et les autres à quatre travées.
Chaque élément de pont fonctionne de manière structurellement indépendante.
La ligne de Vantaankoski a été mise en service en 1975.
En raison de la construction de la ligne Kehärata, la ligne d'Huopalahti à Vantaankoski a été réparée et, entre autres, l'étanchéité du pont ferroviaire de Piijoki a été restaurée en 2013.

## Vues du pont

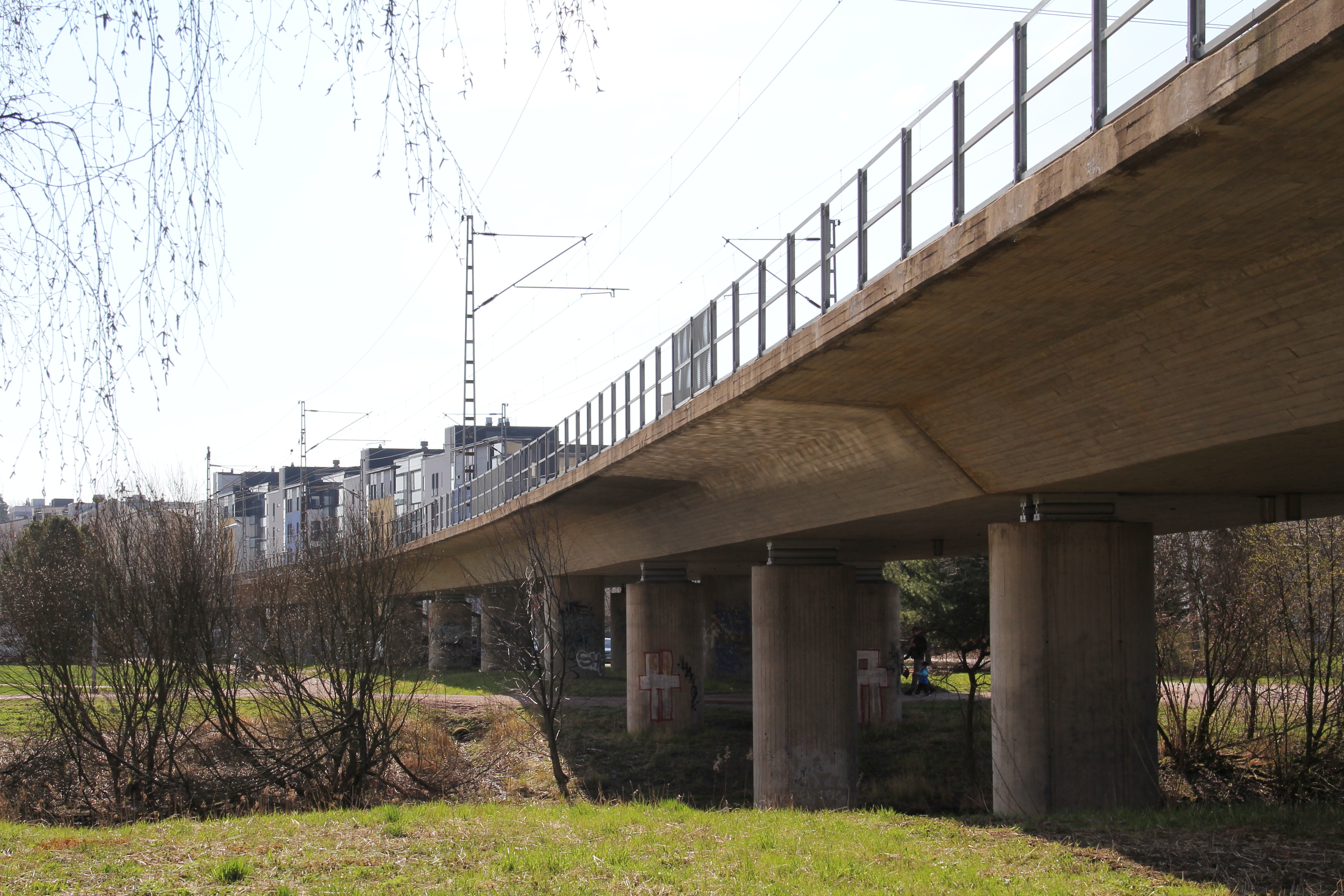
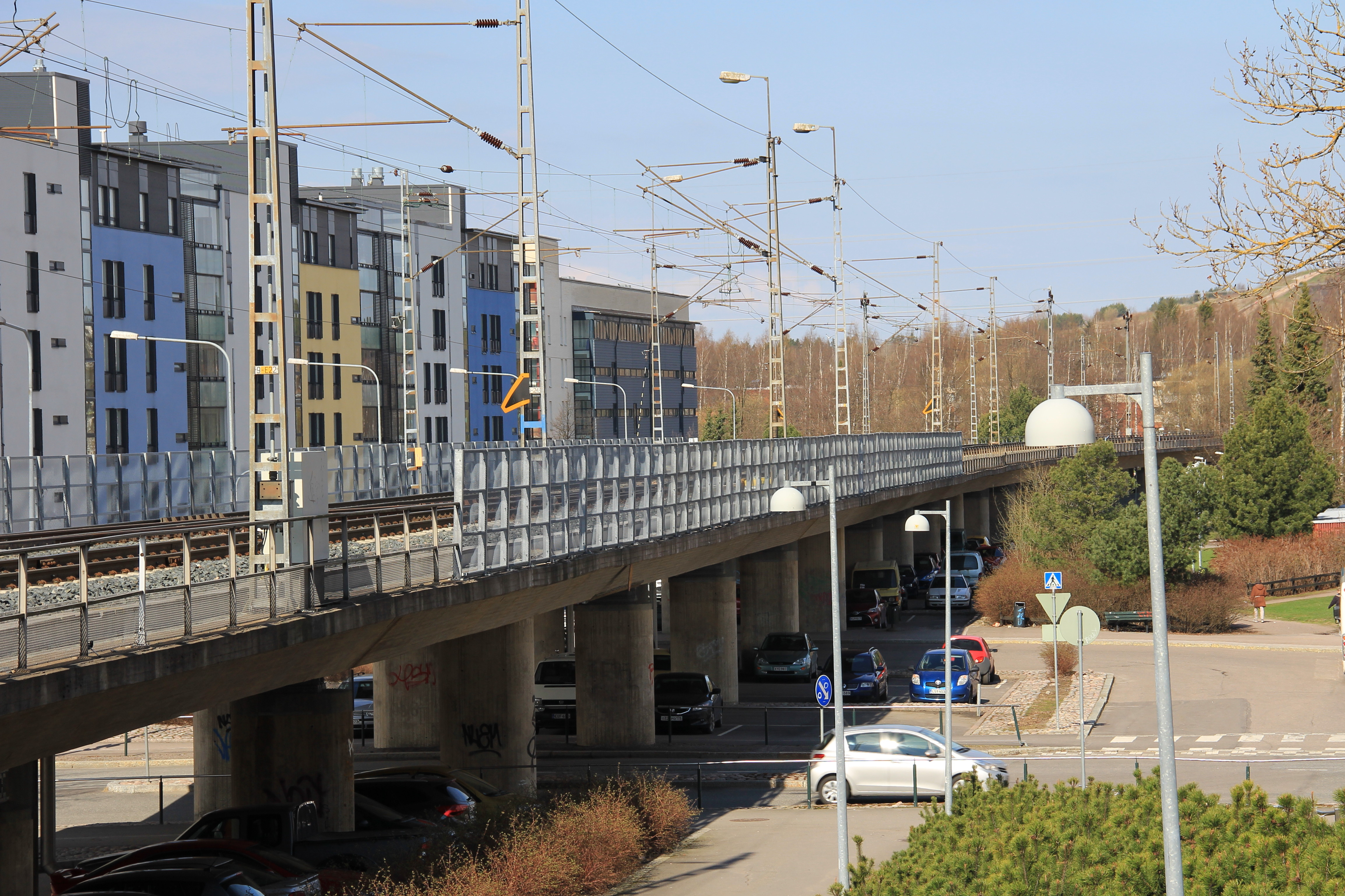
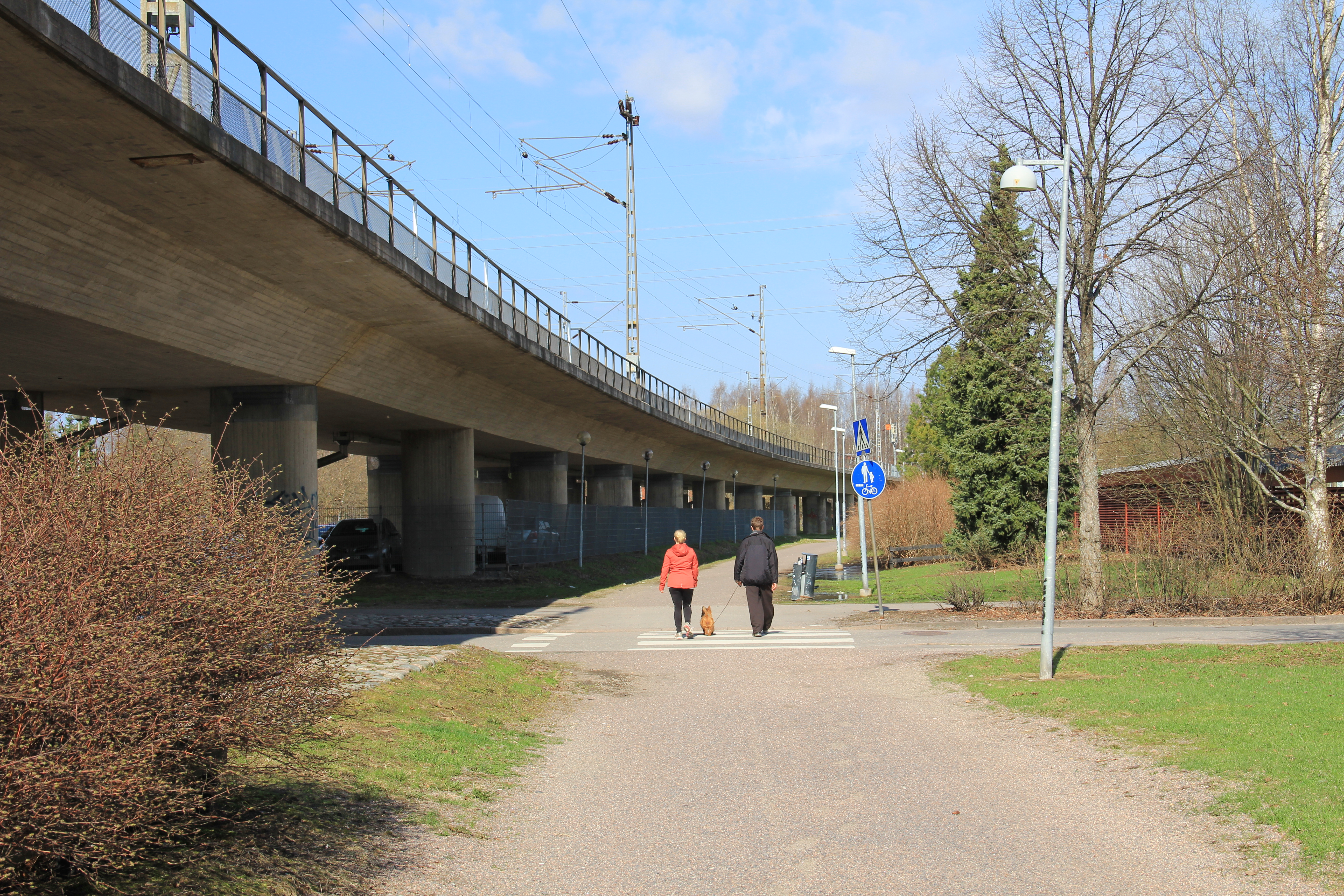